# Croix Sonore

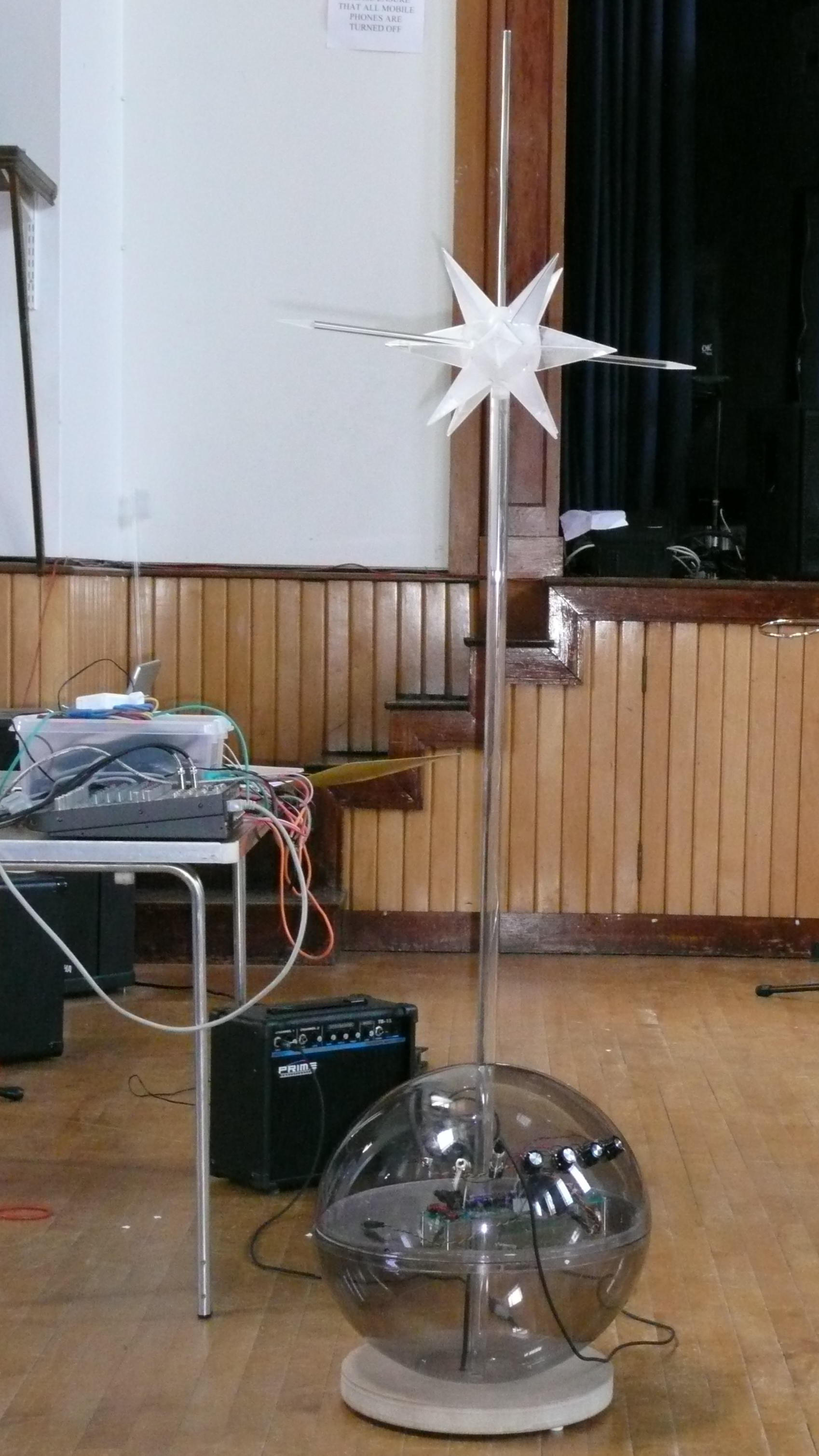
Croix Sonore

Das Croix Sonore ist ein elektronisches Musikinstrument, das 1926 von Pierre Dauvillier und Michel Billaudot zusammen mit Nikolai Obuchow in Paris entwickelt wurde. Es ähnelt in Funktions- und Spielweise dem Theremin, ist aber in Form eines Kreuzes gestaltet. Die Oszillatoren befinden sich in einer Kugel von 44 cm Durchmesser, während die beiden Antennen sich in einem 1,75 m großen Kreuz befinden, das mit einem zentralen Stern verziert ist. Der Spieler bestimmt mit der rechten Hand die Tonhöhe, während die linke mit Hilfe eines Drehknopfs die Lautstärke bestimmt.
Das Croix Sonore erzeugt einen Ton, der Beschreibungen nach zwischen Cello und fragiler menschlicher Stimme liegt, aber deutlich künstlich und „unirdisch“ klingt. Seinem Spielprinzip nach eignet es sich besonders für Glissandi. Die bereits beim Theremin bestehende theatralische Spielweise wurde durch die Kreuzform noch einmal besonders für Obuchows mystische Kompositionen mit meist religiösen Motiven überhöht. Die noch bestehenden Aufnahmen und Schilderungen von Croix-Sonore-Konzerten beschreiben die Spielerin Marie-Antoinette Aus-senac de Broglie in einem priesterähnlichen Gewand, was den Eindruck eines Gesamtkunstwerks der Aufführung verstärkt hat. 1934 filmte sie die Experimentalfilmerin Germaine Dulac bei einer solchen Aufnahme, der Film befindet sich heute im Gaumont-Pathé-Archiv.
Obuchow schrieb mehrere Kompositionen für das Croix Sonore. Unter den etwa 20 Stücken befand sich auch sein Hauptwerk Le Livre de Vie. 1934 entwickelten die drei eine weitere Version des Instruments. Ein erhaltenes Instrument ist im Besitz des Pariser Musée de L’Opéra ausgestellt und befindet sich seit 2009 als Dauerleihgabe im Musée de la musique. Obuchows Grab in Paris wurde einst von einem Croix Sonore in Stein geschmückt, dieses wurde aber im Laufe der Zeit zerstört.